# Полетники
Поле́тники — деревня в составе Вейнянского сельсовета Могилёвского района Могилёвской области Республики Беларусь.

## Географическое положение
Ближайшие населённые пункты: аг. Вейно, г. Могилев.

## Население
1999 — 110 человек
2009 — 141 человек